# Синагога (Золотоноша)
Синагога (Золотоноша) — історичний єврейський релігійний об'єкт у місті Золотоноша, розташованому в Черкаській області України.

## Історія
Місто відоме з 1576 року. З 1667 року перебувало у складі Російської держави, з 1781 року отримало статус міста. У XIX — на початку XX століття Золотоноша була повітовим центром Полтавської губернії, а з 1932 року — районним центром.
Перші згадки про єврейську громаду належать до кінця XVIII століття: у 1799 році в місті нараховувалося 55 єврейських купців і 79 міщан. У подальші роки єврейське населення зростало: у 1847 році налічувалося 1001 єврей, у 1865 році — 1864 особи (27 % населення), у 1897 році — 2769 осіб (31,7 %).
У 1865 році в Золотоноші діяли три синагоги. З 1901 року головою рабинського суду був Матус Бурштейн. Єврейська громада була активною в культурному і благодійному житті міста: у 1908 році було створено жіноче благодійне товариство, у 1909 році працювали талмуд-тора, товариство «Гмилус хесед» та єврейське жіноче училище.
У 1912 році євреям належала переважна більшість магазинів у місті, серед них аптечний, бакалійні, мануфактурні, ювелірні та інші. Вони також володіли обома готелями й фотоательє.
Під час революційних подій і громадянської війни громада зазнала великих втрат: 21 жовтня 1905 року в місті стався погром, у 1919 році частини Добровольчої армії та червоноармійці Богунського полку влаштували нові погроми.
До Другої світової війни кількість єврейського населення значно зменшилась: у 1926 році в місті проживало 5180 євреїв (33,5 % населення), а в 1939 році — 2087 осіб (11,4 %).
Під час німецької окупації в 1941 році відбулися масові розстріли євреїв: 22 вересня біля вокзалу загинули близько 300 біженців, 23 листопада в урочищі Ярки, за 3 км від міста, було вбито понад 2000 євреїв Золотоноші та району. Лише небагатьом вдалося врятуватися.
Після війни єврейське життя в місті поступово занепало. У 1948 році існував нелегальний міньян, а в 1949 році влада закрила синагогу й ліквідувала офіційну єврейську громаду. У 1998 році в місті проживало близько 100 євреїв.